# Raymond Buchs
Pour les articles homonymes, voir Buchs.
Raymond Buchs, né le 26 mai 1878 à Villars-sur-Glâne et mort le 10 février 1958 à Fribourg, est un artiste peintre, et dessinateur fribourgeois.

## Biographie
Raymond Buchs commence par effectuer un apprentissage de verrier dans l'atelier fribourgeois Kirsch et Fleckner, ce qui lui permet de collaborer à la réalisation des vitraux de la cathédrale Saint-Nicolas, œuvre de l'artiste polonais Józef Mehoffer. Il fréquente ensuite les cours dispensés par Ferdinand Hodler aux côtés d'Oswald Pilloud, Hiram Brülhart et Jean-Edouard de Castella. Il poursuit sa formation en Saxe, puis à Dresde où il fait la connaissance de Max Pechstein. Après un séjour à l'Académie de la Grande Chaumière, il revient à Fribourg et devient maître de dessin dans les écoles primaires.

## Sélection d'œuvres
- Le Jaun, 1919, Musée d’Art et d’Histoire, Fribourg
- Bellegarde, 1922, Musée gruérien, Bulle